# Љубомир Булајић
Љубомир Булајић (Београд, 3. децембар 1988) српски је позоришни, телевизијски и филмски глумац.

## Биографија
Булајић је рођен 3. децембра 1988. године у Београду. Глуму је дипломирао на Академији уметности у Београду у класи Мирјане Карановић. Велику популарност стекао је улогама у телевизијским серијама Непобедиво срце, Шешир професора Косте Вујића и Државни службеник, а запажену улогу имао је и у филму Плави воз.

## Филмографија
| Год.       | Назив                                    | Улога                     |
| ---------- | ---------------------------------------- | ------------------------- |
| 2000-те    |                                          |                           |
| 2008.      | Милош Бранковић                          | Коска                     |
| 2009.      | Горки плодови                            |                           |
| 2010-те    |                                          |                           |
| 2010.      | Плави воз                                | Војислав                  |
| 2011.      | Непобедиво срце (ТВ серија)              | Сташа Новаковић           |
| 2012.      | Шешир професора Косте Вујића             | Јован Цвијић              |
| 2012.      | Плави воз (ТВ серија)                    | Војислав                  |
| 2013.      | Шешир професора Косте Вујића (ТВ серија) | Јован Цвијић              |
| 2013.      | Пут ружама посут                         | Млади Стефан Лазаревић    |
| 2014.      | Темплар: Крв за крв                      |                           |
| 2015.      | Једне летње ноћи                         | Петар                     |
| 2015.      | Аманет                                   | Тодор                     |
| 2016.      | Андрија и Анђелка                        | Иво                       |
| 2016.      | Santa Maria della Salute                 | Ђорђе Дунђерски           |
| 2017.      | Сага о три невина мушкарца               | Александар                |
| 2017.      | Синђелићи (ТВ серија)                    | Александар Јовановић      |
| 2017.      | Santa Maria della Salute (ТВ серија)     | Ђорђе Дунђерски           |
| 2017.      | Мајстор Мајнд                            | Станислав                 |
| 2018.      | Немањићи - рађање краљевине              | Стојимир                  |
| 2020-те    |                                          |                           |
| 2019–2020. | Државни службеник                        | Љуба                      |
| 2019–2020. | Црвени месец                             | Петар                     |
| 2021.      | Александар од Југославије                | Александар I Карађорђевић |
| 2022.      | Златни дечко                             | Џони                      |
| 2024-2025. | Игра судбине                             | Павле Вучковић            |